# Керкопорта
Керкопорта (греч. Κερκόπορτα; что переводится как Цирковые ворота) — малые ворота (или калитка) Феодосиевых стен, одно из ключевых мест последней осады Константинополя в 1453 году.

## Местонахождение
Точное местонахождение Керкопорты неизвестно, ворота находились на северном участке стен. Распространено мнение, что они находились между 96-й башней Феодосиевых стен и южным углом Дворца Багрянородного. До настоящего времени этот участок стены не сохранился, сейчас там находится дорога на автостоянку около парка Текфур Сарай. По другим данным, ворота находились у северного угла дворца Багрянородного, или же значительно ближе к Золотому Рогу, у башни Исаака Ангела. Некоторые источники сообщают, что к последней осаде уровень земли у стены значительно повысился, и арка ворот стала в 2 раза ниже.

## Падение Константинополя
О роли Керкопорты известно из материалов Дуки. 29 мая 1453 года через Керкопорту незаметно проникли за стену около полусотни турок. Ворота использовались в предыдущие дни генуэзцами братьев Боккиарди для вылазок и, как считается, кто-то или забыл закрыть их, или же сделал этот специально, предав византийцев. Прорвавшиеся турки поднялись на стену и установили там зелёный флаг. Скорее всего, в районе Керкопорты всё ещё продолжался бой, когда турки прорвали оборону ворот Святого Романа (Пятые военные ворота) и убили там императора.